# Résolution 783 du Conseil de sécurité des Nations unies
Membres permanents
- Chine
- États-Unis
- France
- Royaume-Uni
- Russie

Membres non permanents
- Autriche
- Belgique
- Cap-Vert
- Équateur
- Hongrie
- Inde
- Japon
- Maroc
- Venezuela
- Zimbabwe

Résolution no 782 Résolution no 784
La Résolution 783 du Conseil de sécurité des Nations unies fut adoptée à l'unanimité le 13 octobre 1992. Après avoir rappelé les résolutions 668 (de 1990), 717 (en) (de 1991), 718 (en) (de 1991), 728 (en) (de 1992), 745 (de 1992) et 766 (en) (de 1992) et pris note d'un rapport fait par le Secrétaire général Boutros Boutros-Ghali, le Conseil se félicite des progrès accomplis par l'Autorité provisoire des Nations unies au Cambodge (APRONUC) conformément aux Accords de Paris, mais il reconnaît les divers problèmes de sécurité et économiques auxquels l'APRONUC est confrontée.
Après avoir également salué les efforts des gouvernements thaïlandais et japonais, du Représentant spécial et du Secrétaire général pour aider au règlement politique au Cambodge, le Conseil réaffirme que les élections pour une assemblée constituante auraient lieu au plus tard en mai 1993, selon le calendrier. Si la résolution félicite le FUNCINPEC, l'État du Cambodge et le Front national de libération du peuple khmer pour la coopération avec l'APRONUC, elle condamne le Parti du Kampuchea démocratique pour son refus de respecter ses obligations. Le Conseil exige que le Parti du Kampuchéa démocratique s'acquitte immédiatement de ses obligations et mette en œuvre la phase II du plan des Nations unies concernant le cantonnement et la démobilisation, et autorise l'APRONUC à prendre l'autorité dans les zones sous le contrôle du parti.
Le Conseil exige ensuite le plein respect du cessez-le-feu, que toutes les parties coopérent avec l'APRONUC pour identifier les champs de mines, et facilitent les enquêtes des forces étrangères. Tout au long de ce processus, la résolution demande instamment la protection de tout le personnel des Nations unies.
La résolution 783 évoque ensuite les préparatifs de l'élection. Elle souligne la nécessité de tenir les élections dans un environnement politique neutre, demandant que le service de radiodiffusion de l'APRONUC soit créé sans délai avec accès à tout le territoire cambodgien, encourageant également le Secrétaire général et le Représentant spécial à utiliser les possibilités offertes par le mandat de l'APRONUC, y compris les mesures visant à améliorer l'efficacité de la police civile dans la résolution des problèmes croissants liés au maintien de l'ordre public. La création de Radio UNTAC affecte de plus en plus l’humeur politique du pays.
La résolution invite également les États membres et les institutions financières à verser les contributions qu'ils avaient annoncées lors d'une conférence à Tokyo le 22 juin 1992, invitant en particulier les gouvernements du Japon et de Thaïlande en coopération avec les coprésidents et en consultation avec tout autre gouvernement approprié, de poursuivre leurs efforts pour tenter de trouver des solutions aux problèmes de mise en œuvre des Accords de Paris.
Enfin, la résolution 783 demande au Secrétaire général de faire un rapport au Conseil de sécurité le plus tôt possible, et au plus tard le 15 novembre 1992, sur l’application de la résolution actuelle, tout en envisageant d’autres possibilités pour tout problème persistant.